# ЦЕФЛ лига
ЦЕФЛ лига (Central European Football League) је лига америчког фудбала за тимове из јужне и Централне Европе. Тренутно се у лиги такмиче два тима из Србије и по један из Словеније и Мађарске. Некада су се такмичили и екипе из Аустрије, Словачке, Хрватске и Турске.

## Такмичарски систем
До сезоне 2010. лига се састојала од две конференције, јужне и северне које су бројале по 4 тима. По две најбоље екипе из обе конференције пласирале су се у полуфинале. У Полуфиналу и финалу се играо по један меч.
Од 2010. године лига броји 4 екипе. Утакмице се играју по двокружном лига систему, свака екипа одигра 6 утакмица. Две најбоље пласиране играју финале.

## Шампиони
- 2006. -  Вајлд борси Крагујевац
- 2007. -  Вукови Београд
- 2008. -  ЦНЦ Гладијаторси
- 2009. -  Вукови Београд
- 2010. -  Вукови Београд
- 2011. -  Вукови Београд
- 2012. -  Силверхокси Љубљана
- 2013. -  Вукови Београд[1]
- 2014. -  Вукови Београд'[2]
- 2015. -  Дјукси Нови Сад

## Клубови
| Вукови Београд         |
| Силверхокси Љубљана    |
| Дјукси Нови Сад        |
| Блу девилси Синеплекс  |
| Вулвси Будимпешта      |
| Вајлд борси Крагујевац |
| ЦНЦ гладијаторси       |
| Тандери Загреб         |
| Каубојси Будимпешта    |
| Сирмијум лиџонарси     |
| Монархси Братислава    |
| Кавалирси Истанбул     |